# Royal Golf Club Château Royal d'Ardenne
De Royal Golf Club Château Royal d'Ardenne is een Belgische golfclub in Houyet in de Ardennen.

## De baan
De club heeft sinds 1992 een baan van 18 holes met een par van 72. De club huurt de grond van de Koninklijke Schenking, en heeft haar zetel in de Leopold toren, en er is een mooi oud terras.
De baan ligt op het landgoed van het Château Royal d'Ardenne te midden van eeuwenoude bomen. 